# Mahdileger
De Mahdi-leger of de Jaish-i-Mahdi (Arabisch: جيش المهدي, Dschaisch al-Mahdi), is zowel een concreet bestaand Iraakse militie onder leiding van Muqtada al-Sadr als een leger dat in de Koran genoemd wordt en waarvan moslims geloven dat het bestaat. De militie streed tegen de Amerikaanse bezetting van Irak. Dit leger noemt zich ook het Mahdi-leger, al ziet Moqtada al-Sadr zichzelf niet als Mahdi. Het leger bezette onder andere de Imam Alimoskee in Najaf in augustus 2004.
In de Islamitische eschatologie (leer van het einde der tijden) wordt ervan uitgegaan dat aan het eind der tijden de Mahdi zal verschijnen en recht zal spreken over alle personen. Alleen rechtgeaarde moslims zullen dan in de hemel komen. De Mahdi wordt hierin ondersteund door een leger om tegen het Kwade te vechten (vergelijk de heirscharen in het christendom).
Sinds 2014 vochten ze tegen ISL die grote delen van Irak veroverd had.